# 藤本福王草
藤本福王草（学名：Prenanthes scandens）是菊科福王草属的植物。

## 分佈
分布在锡金以及中国大陆的西藏等地，生长于海拔950米至2,000米的地区，多生在林缘或林下，目前尚未由人工引种栽培。